# Monte Dover
Il Monte Dover (in lingua inglese: Mount Dover) è una montagna antartica, alta 1.645 m, che sormonta l'estremità sudorientale del Gale Ridge nel punto dove la dorsale va a toccare il Washington Escarpment, nel Neptune Range, che fa parte dei Monti Pensacola in Antartide.
Il monte è stato mappato dall'United States Geological Survey (USGS) sulla base di rilevazioni e foto aeree scattate dalla U.S. Navy nel periodo 1956-66.
La denominazione è stata assegnata dall'Advisory Committee on Antarctic Names (US-ACAN) in onore di James H. Dover, geologo del gruppo che conduceva studi nel Patuxent Range nel 1962-63.